# Copa Intertoto de la UEFA 2006
La Copa Intertoto de la UEFA 2006 va ser la primera que s'organitzà després d'un gran canvi en el format de la competició. Hi va haver tres rondes en comptes de cinc, i van ser onze els equips que es van classificar per a la segona ronda classificatòria de la Copa de la UEFA (en comptes dels tres que es classificaven abans). A més, per primera vegada en la història moderna de la competició, es va determinar un únic guanyador. Aquest guanyador es va determinar triant l'equip participant en la Copa Intertoto que més lluny va arribar en la Copa de la UEFA. Aquest honor va ser pel Newcastle United.

## Primera ronda (17/18 i 24/25 de juny)
Regió sud-est / Mediterrània
| Equip 1           | Global | Equip 2         | Anada | Tornada |
| ----------------- | ------ | --------------- | ----- | ------- |
| FK Pobeda         | 2-4    | Farul Constanţa | 2-2   | 0-2     |
| UE Sant Julià     | 0-8    | NK Maribor      | 0-3   | 0-5     |
| Ethnikos Achna FC | 5-4    | KF Partizani    | 4-2   | 1-2     |
| NK Zrinjski       | 4-1    | Marsaxlokk F.C. | 3-0   | 1-1     |

Regió Central-Est
| Equip 1            | Global | Equip 2           | Anada | Tornada |
| ------------------ | ------ | ----------------- | ----- | ------- |
| FC Kilikia Yerevan | 1-8    | FC Dinamo Tbilisi | 1-5   | 0-3     |
| FC Shakhter        | 4-6    | FC MTZ-RIPO       | 1-5   | 3-1     |
| FC Nitra           | 12-2   | CS Grevenmacher   | 6-2   | 6-0     |
| FK MKT Araz Imisli | 1-2    | FC Tiraspol       | 1-0   | 0-2     |

Regió septentrional
| Equip 1        | Global | Equip 2               | Anada | Tornada |
| -------------- | ------ | --------------------- | ----- | ------- |
| Keflavik ÍF    | 4-1    | Dungannon Swifts F.C. | 4-1   | 0-0     |
| Dinaburg FC    | 2-1    | Havnar Bóltfelag      | 1-1   | 1-0     |
| Tampere United | 8-1    | Carmarthen Town F.C.  | 5-0   | 3-1     |
| Narva Trans    | 1-8    | Kalmar FF             | 1-6   | 0-2     |
| FK Vėtra       | 0-5    | Shelbourne F.C.       | 0-1   | 0-4     |

## Segona ronda (1/2 i 8/9 de juliol)
Regió sud-est / Mediterrània
| Equip 1                | Global   | Equip 2               | Anada | Tornada |
| ---------------------- | -------- | --------------------- | ----- | ------- |
| MFC Sopron             | 3-4      | Kayserispor           | 3-3   | 0-1     |
| Farul Constanţa        | 3-2      | PFC Lokomotiv Plovdiv | 2-1   | 1-1     |
| FK Zeta¹               | 1-4      | NK Maribor            | 1-2²  | 0-2     |
| Maccabi Petah Tikva FC | 4-2      | NK Zrinjski           | 1-13  | 3-1     |
| NK Osijek              | 2-2 (vd) | Ethnikos Achna FC     | 2-2   | 0-0     |

Regió Central-Est
| Equip 1                 | Global | Equip 2                  | Anada | Tornada |
| ----------------------- | ------ | ------------------------ | ----- | ------- |
| Grasshopper-Club Zürich | 4-0    | FK Teplice               | 2-0   | 2-0     |
| FC Nitra                | 2-3    | FC Dniprò Dnipropetrovsk | 2-1   | 0-2     |
| SV Ried                 | 4-1    | FC Dinamo Tbilisi        | 3-1   | 1-0     |
| FC Tiraspol             | 4-1    | Lech Poznań              | 1-0   | 3-1     |
| FC Moskva               | 3-0    | FC MTZ-RIPO              | 2-0   | 1-0     |

Regió septentrional
| Equip 1         | Global | Equip 2         | Anada | Tornada |
| --------------- | ------ | --------------- | ----- | ------- |
| Hibernian F.C.  | 8-0    | Dinaburg FC     | 5-0   | 3-0     |
| Odense BK       | 3-1    | Shelbourne F.C. | 3-0   | 0-1     |
| Lillestrøm S.K. | 6-3    | Keflavik ÍF     | 4-1   | 2-2     |
| Tampere United  | 3-5    | Kalmar FF       | 1-2   | 2-3     |

¹El FK Zeta es va classificar per a les competicions de la UEFA d'aquesta temporada com a membre de l'Associació de Futbol de Sèrbia i Montenegro durant la temporada 2005/06, però en el moment d'aquest partit ja era membre de l'Associació de Futbol de Montenegro.
²es va jugar al camp del FK Partizan a Belgrad, Sèrbia, perquè l'estadi del FK Zeta a Golubovci no reuneix els requeriments de la UEFA.
3es va jugar a Hertseliyya perquè l'estadi del Maccabi Petah Tikva a Pétah Tiqvà estava en obres de renovació.

## Tercera ronda (15 i 22 de juliol)
Els onze equips guanyadors es van classificar per a la segona ronda classificatòria de la Copa de la UEFA 2006-2007.
Regió sud-est / Mediterrània
| Equip 1                | Global | Equip 2           | Anada | Tornada |
| ---------------------- | ------ | ----------------- | ----- | ------- |
| AJ Auxerre¹            | 4-2    | Farul Constanţa   | 4-1   | 0-1     |
| A.E. Larisa            | 0-2    | Kayserispor       | 0-0   | 0-2     |
| Vila-real CF           | 2-3    | NK Maribor        | 1-2   | 1-1     |
| Maccabi Petah Tikva FC | 3-4    | Ethnikos Achna FC | 0-2   | 3-2     |

Regió Central-Est
| Equip 1                 | Global   | Equip 2                  | Anada | Tornada |
| ----------------------- | -------- | ------------------------ | ----- | ------- |
| Grasshopper-Club Zürich | 3-2      | K.A.A. Gent              | 2-1   | 1-1     |
| Olympique de Marseille  | 2-2 (vd) | FC Dniprò Dnipropetrovsk | 0-0   | 2-2     |
| Hertha BSC Berlin       | 2-0      | FC Moskva                | 0-0^  | 2-0     |
| SV Ried                 | 4-2      | FC Tiraspol              | 3-1   | 1-1     |

Regió septentrional
| Equip 1               | Global   | Equip 2         | Anada | Tornada |
| --------------------- | -------- | --------------- | ----- | ------- |
| Newcastle United F.C. | 4-1      | Lillestrøm S.K. | 1-1   | 3-0     |
| Kalmar FF             | 2-3      | FC Twente       | 1-0   | 1-3     |
| Odense BK             | 2-2 (vd) | Hibernian F.C.  | 1-0   | 1-2     |

^jugat el 16 de juliol
¹Després de consultar-ho amb la UEFA, l'equip italià Palermo va ser exclòs per la Federació Italiana de Futbol (FIGC) el 6 de juny de 2006. Degut a l'escàndol a Itàlia en aquells moments, la FIGC no va poder confirmar oficialment la classificació de la Serie A 2005-2006 a temps per competir a la Copa Intertoto, i el club francès Auxerre va substituir al Palermo, segons el sistema de classificació de la UEFA.

## Resum
Dels guanyadors del 2006,
- Tots excepte el Twente, el Ried i el Maribor van guanyar els següents partits classificatoris per a la Copa de la UEFA.
- Newcastle United, Auxerre, Grasshoppers i Odense van avançar a la fase de grups de la Copa de la UEFA.
- Newcastle United es va classificar per als setzens de final de la Copa de la UEFA i van ser l'últim equip que va quedar de la Intertoto, convertint-se en el guanyador de la Copa Intertoto 2006. Després es van classificar també per als vuitens de final. El capità Scott Parker va alçar el trofeu al St. James Park abans del seu partit contra l'aZ Alkmaar.